# Episodi di Siska (quinta stagione)
Gli episodi della quinta stagione di "Siska" sono stati trasmessi per la prima volta in Germania nel 2002. In Italia, sono andati in onda in prima visione su Retequattro tra il 19 febbraio e il 16 aprile 2003.
| nº | Titolo originale               | Titolo italiano         | Prima TV Germania | Prima TV Italia          |
| -- | ------------------------------ | ----------------------- | ----------------- | ------------------------ |
| 1  | Im Schatten des Mörders        | L'incontro fatale       | 2002              | 19 febbraio 2003 - 22,15 |
| 2  | Und dann hilft dir keiner mehr | Suicidio pilotato       | 2002              | 12 marzo 2003 - 21,00    |
| 3  | Der Mann im Garten             | L'uomo nel giardino     | 2002              | 12 marzo 2003 - 22,15    |
| 4  | Eine riskante Beziehung        | Una relazione rischiosa | 2002              | 19 marzo 2003 - 21,00    |
| 5  | Wenn du erst mal tot bist      | Delitto passionale      | 2002              | 26 marzo 2003 - 21,00    |
| 6  | Engelsgesicht                  | Perizia letale          | 2002              | 2 aprile 2003 - 21,00    |
| 7  | Die Hölle ist anderswo         | Indirizzo fantasma      | 2002              | 9 aprile 2003 - 21,00    |
| 8  | Die Braut aus dem Nichts       | Triplice vendetta       | 2002              | 16 aprile 2003 - 21,00   |